# Хеклер и Кох
Хеклер и Кох (на немски: Heckler & Koch GmbH) е германска компания, производител на огнестрелни оръжия, основана през 1949 година.
Един от водещите доставчици за армията и полицията на ФРГ и други страни, членове на НАТО.

Седалището на компанията е разположено в град Оберндорф, окръг Некар-Оденвалд-Крайс, провинция Баден-Вюртемберг.

## История
Компанията е основана през 1949 г. от Едмунд Хеклер (Edmund Heckler), Теодор Кох (Theodor Koch) и Алекс Зайдел (Alex Seidel), които са бивши служители на оръжейния гигант Маузер (Mauser).